# Nasa basilica
Nasa basilica är en brännreveväxtart som beskrevs av T.Henning och Weigend. Nasa basilica ingår i släktet färgkronor, och familjen brännreveväxter. Inga underarter finns listade i Catalogue of Life.